# Lijst van delegatieleiders Europees Parlement GroenLinks
Hieronder staat een lijst van delegatieleiders van het Groen Progressief Akkoord, Regenboog en GroenLinks in het Europees Parlement. Deze fractie in het Europees Parlement heeft sinds de oprichting van het GroenLinks zes verschillende voorzitters gehad.
| Periode    | Fractievoorzitter    | Foto | Bloedgroep |
| ---------- | -------------------- | ---- | ---------- |
| 1984-1989  | Bram van der Lek     |      | PSP        |
| 1989-1998  | Nel van Dijk         |      | CPN        |
| 1998-2004  | Joost Lagendijk      |      | PSP        |
| 2004-2009  | Kathalijne Buitenweg |      | PvdA       |
| 2009-2012  | Judith Sargentini    |      | PSP        |
| 2012-heden | Bas Eickhout         |      | geen       |